# Ypsolopha sylvella
Ypsolopha sylvella là một loài bướm đêm thuộc họ Ypsolophidae. Nó được tìm thấy ở hầu hết châu Âu.
Sải cánh dài 18–20 mm. Con trưởng thành bay từ tháng 8 đến tháng 9. Có một lứa một năm.
Ấu trùng ăn lá của Quercus, nhưng cũng ăn các loài cây khác như Corylus, Carpinus betulus, Betula và Myrica gale.